# Berastavitski Rajon
Berastavitski Rajon (vitryska: Бераставіцкі Раён, ryska: Берестовицкий район) är ett distrikt i Belarus. Det ligger i voblasten Hrodna voblast, i den västra delen av landet, 250 kilometer väster om huvudstaden Minsk.